# Arirang TV
Arirang TV (hangul: 아리랑 티비) är en sydkoreansk kabel-TV-kanal på engelska. TV-kanalen drivs av den icke-kommersiella organisationen Korea International Broadcasting Foundation (KIBF) och är statligt sponsrad. TV-kanalen sänder engelskspråkiga program om Koreas kultur, designade för en internationell publik.

## TV-program i urval
- Arirang News
- Simply K-pop